# (I'm Watching) Every Little Move You Make
Singles de Little Peggy March
Et l'amour s'en va
Singles de Sylvie Vartan
En écoutant la pluie
(1963) Si je chante
(1963)
(I'm Watching) Every Little Move You Make est une chanson écrite par Paul Anka et initialement enregistrée en 1963 par Little Peggy March.
La même année, la chanson devient (sous le titre I'm watching) un succès pour la chanteuse française Sylvie Vartan, qui l'enregistre à la fois en anglais et en français (sous le titre Je ne vois que toi sur son album de 1963 Twiste et chante).

## Listes des pistes

### Version de Little Peggy March
Single 7" 45 tours (RCA Victor 47-8302, 1963)
A. After You (2:25)
B. (I'm Watching) Every Little Move You Make (2:10)

### Version de Sylvie Vartan
EP 7" 45 tours I'm watching / Deux enfants / Ne t'en vas pas / Les clous d'or (RCA Victor 86.019, 1963)
1. A1. Ne t'en vas pas (Comin' Home Baby) (2:12)
2. A2. Deux enfants (1:46)
3. B1. (I'm Watching) Every Little Move You Make (1:59)
4. B2. Les clous d'or (2:00)[2],[3]

Single 7" 45 tours (RCA Victor 46 005, 1963)
A. (Watching You) Every Little Move You Make
B. Je ne vois que toi (Watching You)

## Classements
(I'm Watching) Every Little Move You Make par Little Peggy March
| Classement (1964)    | Meilleure position |
| -------------------- | ------------------ |
| États-Unis (Hot 100) | 64                 |

I'm watching / Deux enfants / Ne t'en vas pas / Les clous d'or par Sylvie Vartan
| Classement (1963–1964)           | Meilleure position |
| -------------------------------- | ------------------ |
| Belgique (Wallonie Ultratop 50), | 8                  |

## Autres reprises
La chanson a aussi été reprise par Paul Anka.